# Primorje (Rosja)
Primorje – osiedle typu miejskiego w Rosji, w obwodzie królewieckim. W 2010 roku liczyło 954 mieszkańców.